# Hypodoxa incarnata
Hypodoxa incarnata är en fjärilsart som beskrevs av Louis Beethoven Prout 1913. Hypodoxa incarnata ingår i släktet Hypodoxa och familjen mätare. Inga underarter finns listade i Catalogue of Life.